# Kavkan
Kavkan ali kavhan (bolgarsko Кавхан, kavhan) je bil eden od najpomembnejših državnih položajev v Prvem bolgarskem cesarstvu. Na splošno prevladuje mnenje, da je bil druga najpomembnejša oseba v državi za bolgarskim vladarjem. Imel je številne odgovornosti in zato ogromno moč in oblast. Bil je vrhovni poveljnik bolgarske vojske in eden od glavnih diplomatov, član sveta bojarjev  in eden od najpomembnejših svetovalcev bolgarskega vladarja. Včasih je bil tudi njegov regent ali sovladar, visok sodnik in med vladarjevo odsotnostjo njegov namestnik.
Domneva se, da so se kavkani več generacij  izbirali med člani prominentne bolgarske bojarske družine, imenovane kavhan kin.  Položaj je bi torej doživljenjski in deden. Po mnenju večine zgodovinarjev je naslov preživel Prvo bolgarsko cesarstvo, katero je leta 1018 uničil bizantinski cesar Bazilij II.. Zadnja oseba, ki je imela posebne pravice in odgovornosti kavkana je bil Georgi Vojteh, pobudnik upora dukljanskega kralja Konstantina Bodina (Petra III.) leta 1072.
Med vladanjem carja Samuela je bil kavhan Domicijan. Ko so ga ujeli Bizantinci, ga je med vladavino Ivana Vladislava nasledil brat Teodor. V Drugem bolgarskem cesarstvu se naslov ni več uporabljal. 
Slaven kavkan je bil tudi Peter, ki je med vladanjem Borisa I. vodil tri delegacije v Rim in eno v Konstantinopel. Eden od nabolj prominentnih in zaslužnih kavkanov je bil Isbul, ki je služil trem bolgarskim kanom: Omurtagu (814-831), Malamirju (831-836) in njegovemu nečaku Presijanu (836-852). Med Omurtagovo vladavino je bil zaslužen za obnovo prestolnice Pliske, centralizacijo državne uprave in aretacijo bizantinskih vohunov. Bil je tudi med glavnimi pobudniki sklenitve tridesetletne mirovne pogodbe z Bizantinskim cesarstvom, ki je imela na Bolgarijo zelo pozitiven vpliv. Isbul je poveljeval bolgarskim vojskam na uspešnih pohodih proti Bizantincem v južni Makedoniji. 